# Kanton Douai-Sud-Ouest
Douai-Sud-Ouest (Nederlands: Dowaai-Zuidwest) was een kanton van het Franse Noorderdepartement. Het kanton maakte deel uit van het arrondissement Douai. In maart 2015 werd het kanton opgeheven en ging het in zijn geheel op in een nieuw kanton Douai.

## Gemeenten
Het kanton Douai-Sud-Ouest omvatte de volgende gemeenten:
- Courchelettes
- Cuincy
- Douai (deels, hoofdplaats)
- Esquerchin
- Lambres-lez-Douai
- Lauwin-Planque